# Valaská
Valaská je obec na Slovensku. Nachází se v Banskobystrickém kraji v okrese Brezno. V katastrálním území Valaská je národní přírodní rezervace Zadná Poľana.

## Historie
Obec se poprvé připomíná v roce 1470.
V roce 1998 v obci proběhla epidemie trichinelózy, při níž se nakazilo celkem 336 osob. Dvě těhotné ženy kvůli nemoci potratily (plody byly infikovány). Zdrojem infekce byly klobásy připravené ze psího a vepřového masa. K rozšíření trichinelózy přispěl svérázný místní zvyk, kdy se během masopustního veselí nabízí klobása z psího masa, a když návštěvník ochutná, ostatní začnou štěkat.

## Památky
V obci je římskokatolický kostel sv. Martina, biskupa z 15. století, a kaple sv. Jana Křtitele z roku 1846.

## Rodáci
- Jaroslav Siman (1933-2008) - dětský chirurg
- Vojtech Trangoš (1925-1996) - lékař

## Partnerská města
- Chlumec nad Cidlinou, Česko